# Arzano, Frankrike
Arzano (bretonska: An Arzhanaou) är en kommun i departementet Finistère i regionen Bretagne i västra Frankrike. Kommunen ligger i kantonen Arzano som tillhör arrondissementet Quimper. År 2022 hade Arzano 1 440 invånare.

## Befolkningsutveckling
Antalet invånare i kommunen Arzano
Referens:INSEE